# Ваља Верде (Алба)
Ваља Верде (рум. Valea Verde) насеље је у Румунији у округу Алба у општини Соходол. Oпштина се налази на надморској висини од 856 m.

## Становништво
Према подацима из 2002. године у насељу је живело 23 становника, од којих су сви румунске националности.